# Ioannis Okkas
Ioannis Okkas, född 11 februari 1977 i Larnaca på Cypern, är en cypriotisk före detta fotbollsspelare som spelade som anfallare.

## Karriär

### Klubblag
Okkas påbörjade sin karriär som 16-åring i Nea Salamis Famagusta. Fyra år, 53 matcher och 16 mål senare skrev han 1997 kontrakt för Anorthosis Famagusta FC, med vilka han vann cypriotiska ligan fyra år i rad (1997–2000).
2000 skrev han på för PAOK och blev utsedd till årets cypriotiska spelare. Vid finalen i grekiska cupen gjorde Okkas två mål vilket hjälpte laget till 4–2 och seger.
Efter sin sejour hos PAOK skrev han elva mål senare på för AEK Aten, där han fick det svårare och gjorde bara fem mål under den första säsongen med klubben. Inte långt senare fick han med FIFA:s hjälp en plats i Olympiakos, med ett treårskontrakt.
Under sin första säsong med Olympiakos spelade Okkas 25 ligamatcher, med 19 inhopp och gjorde sammanlagt fem mål. Samma säsong vann klubben både grekiska ligan och cupen. Han deltog även i samtliga sex Champions League-matcher. Säsongen därefter fick han sällskap av Michalis Konstantinou och återigen vann klubben både ligan och cupen. Okkas gjorde mål i båda derbyn mot rivalen AEK Aten, där han blev utsedd till matchens mest värdefulla spelare i det första mötet på bortaplan och gjorde det första målet i returmatchen.
Trots motgångarna och uteblivandet av målen som fansen förväntade sig trodde tränaren Trond Sollied på Okkas skicklighet, men 2007 skrev Okkas på ett ettårskontrakt för den nyligen nedflyttade Segunda División-klubben Celta Vigo.

### Landslaget
Som 19-åring kom Okkas med i Cyperns fotbollslandslag och har sedan dess varit given i truppen. 2003 hade han redan gjort 50 landskamper för Cypern. Han gjorde bl.a. tre mål i kvalet till VM 2002 och var även med i kvalet till EM 2004. Under kvalet till EM 2008 gjorde han kvitteringsmålet som gav Cypern ett oavgjort resultat i bragdmatchen mot giganterna Tyskland. Under samma kval blev Okkas utsedd till lagkapten för landslaget.

## Meriter
Anorthosis Famagusta
- Cypriotiska ligan: 1998, 1999, 2000
- Cypriotiska cupen: 1998
- Cypriotiska Supercupen: 1998, 1999

PAOK
- Grekiska cupen: 2001, 2003

Olympiakos
- Grekiska Superligan: 2005, 2006, 2007
- Grekiska cupen: 2005, 2006